# کوه سهندرومان
کوه سهندرومان (به لاتین: Mount Sahendaruman) یک کوه در اندونزی است که در Sangihe Island واقع شده‌است.